# Jack Tuijp
Jacobus „Jack” Johannes Tuijp (Volendam, 1983. augusztus 23. –) holland labdarúgó.
Pályafutása során három alkalommal lett az Eerste Divisie gólkirálya.

## Pályafutása

### FC Volendam

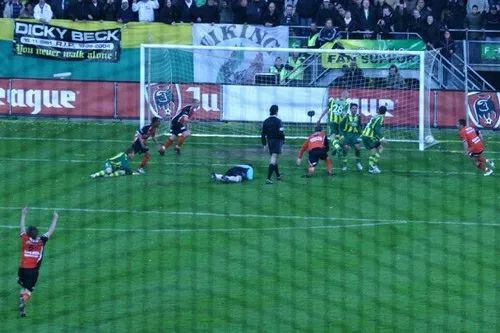
Tuijp gólja az ADO Den Haag ellen

Szülővárosában ismerkedett meg a labdarúgással, fiatalon a RKAV Volendam csapatában focizott. Első profi szerződését a helyi felnőttcsapattól kapta, majd 2002. november 8-án a Fortuna Sittard ellen csereként is bemutatkozhatott a másodosztályban. Első gólját 2003. február 14-én a Haarlem ellen szerezte idegenben, melyet a szezon során hat másik is követett. A 18 mérkőzésen szerzett 7 gólja nagyban hozzájárult ahhoz, hogy a Volendam megnyerte a rájátszást és feljutott az első osztályba.
Az Eredivisie 2003–2004-es idényében 28 mérkőzésen 7 gólt szerzett, azonban ez sem mentette meg klubját a kieséstől.

### FC Groningen
Tuijp a Volendam kiesése után továbbra is elsőosztályú játékos maradt, mivel szerződést kötött az FC Groningen együttesével, melynek színeiben csak 11 alkalommal lépett pályára, és gólt sem tudott szerezni a 2004–2005-ös szezonjában.

### Újra FC Volendam
A 2005-2006-os másodosztályú idényt újra a Volendamnál töltötte kölcsönben, és 33 mérkőzésen 15 gólt szerzett. A következő idényben visszaszerződött a Volendamhoz, és hét idény alatt 217 mérkőzésen 115 gólt szerzett.
A 2007-2008-as bajnokságban megszerezte első gólkirályi címét (26 gól), mellyel hozzásegítette a Volendamot egy újabb elsőosztályú idényhez.
A 2008-2009-es elsőosztályú bajnokság alatt 25 mérkőzésen 6 gólt szerzett. A Volendam végül utolsó helyen végzett, és kiesett a másodosztályba. Ezt követően csapatával a második vonalban játszott, ahol a 2011-2012-es idényben 20 góllal, és a 2012-2013-as idényben 27 góllal gólkirály lett.

### Ferencvárosi TC
2013. július 8-án szerződést kötött az OTP Bank Ligában szereplő Ferencvárossal.